# Bagicz
Bagicz (niem. Bodenhagen) – wieś w województwie zachodniopomorskim, w powiecie kołobrzeskim, w gminie Ustronie Morskie, położona pomiędzy Sianożętami i Kołobrzegiem.
Według danych urzędu gminy z 2005 roku wieś miała 30 mieszkańców.

## Historia

### Wieś
Pierwotnie Bagicz był nadbałtycką wsią lokowaną w 1753 roku na bagnistym terenie na skraju Lasu Kołobrzeskiego w miejscu średniowiecznej osady Boltenhagen.
Niewielka miejscowość nosząca od XVIII wieku nazwę Bodenhagen w 1935 roku została wysiedlona, a na jej miejscu decyzją władz III Rzeszy rozpoczęto budowę dużego kompleksu wojskowego o kryptonimie Kolberg Flugplatz na potrzeby mającego tam stacjonować pułku lotnictwa bombowego KG152, a od 1939 roku pułku lotnictwa bombowego KG1 "Hindenburg".
Z pierwotnych zabudowań wsi ostała się tylko stacja kolejowa Bagicz z przyległymi do niej budynkami.

### Lotnisko
W roku 1935 rozpoczęła się budowa lotniska wojskowego. Używane było pierwotnie przez Luftwaffe, a od zakończenia II wojny światowej przez Armię Czerwoną. Po likwidacji jednostki wojskowej w 1992 roku tereny bazy zostały podzielone pomiędzy miasto Kołobrzeg i gminę Ustronie Morskie. Od 2012 roku lotnisko Kołobrzeg-Bagicz jest czynnym lotniskiem cywilnym.

## Środowisko naturalne
Kępa wysoczyznowa Bagicza to obszar płaskiej wysoczyzny moreny dennej wznoszącej się na wysokość 6–9 m n.p.m. Podobne wysokości mają pagórki morenowe Podczela zamykające od południa nieckę słonych torfowisk Solnego Bagna. Uroczysko to od nadbałtyckiej plaży oddziela bardzo wąski i niski wał wydmowy (o wysokości 2–5 m n.p. plaży) grożący przerwaniem nie tylko przy wysokich stanach morza, lecz przede wszystkim przy podtopieniu przez podniesienie zwierciadła na torfowisku. Stojąca na torfowisku woda znajduje się na poziomie 0,7 do 1,2 m n.p.m., przesiąka przez podłoże wału i infiltruje w osady plaży. W lagunach plażowych gromadzi się woda podsiąkowa. Wielkość wysięków oceniano na 10 dm³/min., pole wysięków w koronie wału na długości 100 m.
Wzdłuż całego brzegu morskiego w okolicach Bagicza i Podczela zabudowane są drewniane ostrogi wychodzące od 50 do 100 m w morze. Wiele z nich jest poważnie uszkodzonych. Silnie zniszczony jest pas brzegowy na wysokości dawnego lotniska wynikający z istniejących tam dzikich zejść na plażę, kolektorów ściekowych, grodzi i niewiadomego przeznaczenia ścianek drewnianych oraz betonowych.
Obszar Bagicza został objęty obszarem chronionego krajobrazu Koszaliński Pas Nadmorski.

## Archeologia
Od początku 1899 roku okolica wsi stała się miejscem odkryć pochówków dokonanych przez Gotów z kręgu kultury wielbarskiej.
Początkowo był to przypadek odosobnionego grobu kłodowego odkryty przez miejscowego rybaka. Wystający wskutek procesów abrazyjnych z niewysokiego klifu ograniczającego nadmorską plażę, mierzący 3 metry długości i 0,5 metra średnicy wydrążony pień dębu skrywał otulony w torfową ziemię prawie kompletny szkielet „księżniczki” czy „kobiety z Bagicza” wraz z elementami biżuterii. Na zlecenie niemieckiego Towarzystwa Pomorskiej Historii i Archeologii badanie znaleziska przeprowadzał wiosną 1899 w muzeum w Szczecinie radca medyczny i uznany wówczas badacz prehistorii Hugo Schumann wraz innym badaczem Almgrensem. Pochówek ten został wówczas wydatowany na II lub III w. n.e. Znalezisko zostało powtórnie przebadane w l. 70./80. XX w. przez zespół archeologów pod kierownictwem Ryszarda Wołągiewicza i po raz kolejny roku 2018 przez naukowców z Katedry Archeologii Instytutu Historycznego Uniwersytetu Szczecińskiego.
Kolejnych odkryć w pobliżu Bagicza dokonano w II poł. l. 30. XX wieku podczas budowy lotniska wojskowego. Odnaleziono wówczas groby ciałopalne wraz z popielnicami z przełomu okresu przedrzymskiego i wczesnorzymskiego: trzy należące do kultury wielbarskiej oraz jeden do wcześniejszej kultury oksywskiej. Badania ratownicze przeprowadził Otto Dibbelt – pasjonat lokalnej historii i założyciel pierwszego kołobrzeskiego muzeum.

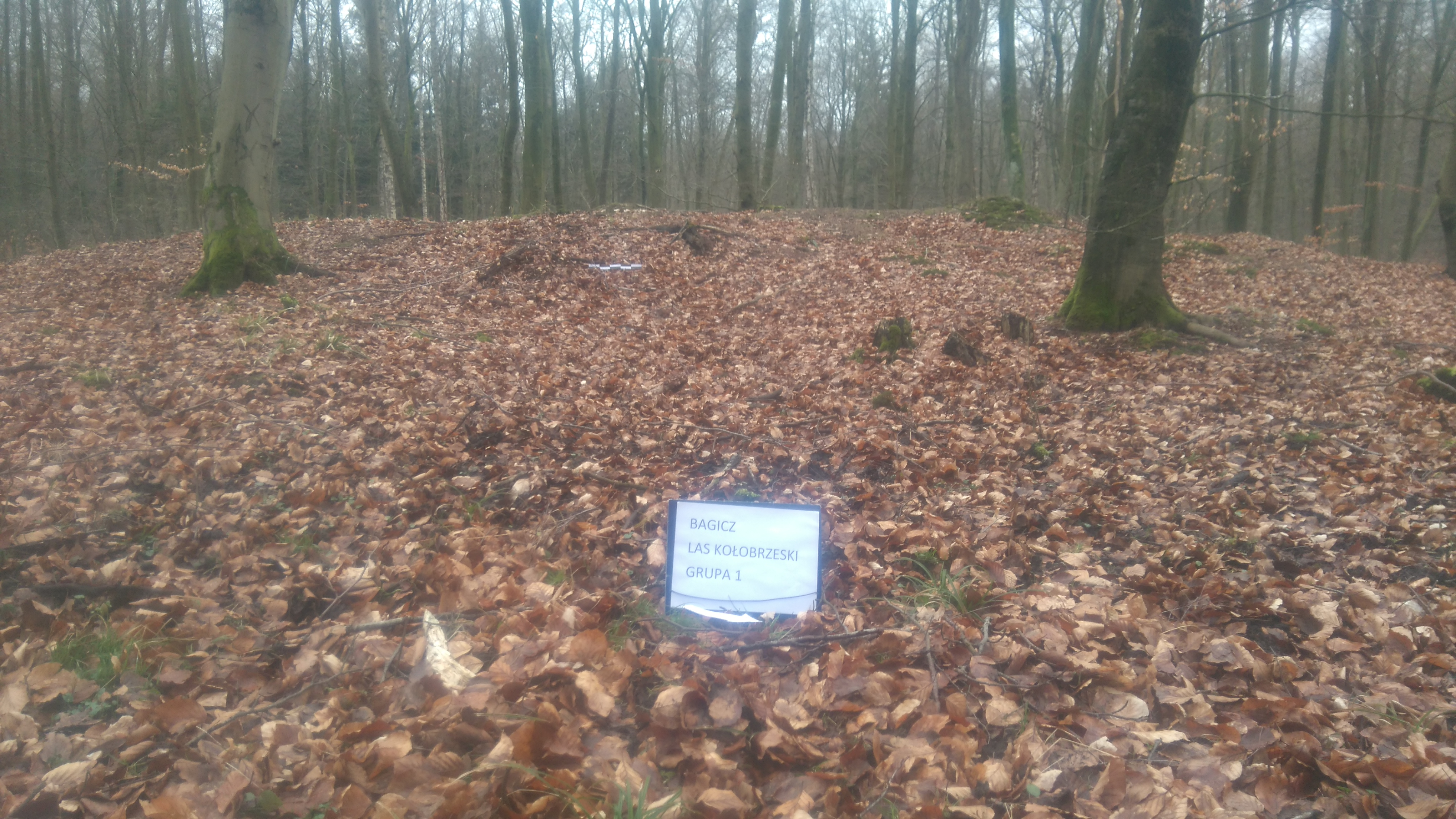
Zdjęcie z wizji lokalnej w Bagiczu – Lesie Kołobrzeskim 24 marca 2016 roku, prowadzonej przez studentów Instytutu Archeologii Uniwersytetu Warszawskiego.

W marcu 2016 roku miała miejsce wizja lokalna dokonana przez studentów Instytutu Archeologii UW, weryfikująca wstępnie widoczne na skanach LIDAR obiekty kurhanopodobne. Wnioski zostały zgłoszone do Wojewódzkiego Konserwatora Zabytków – Delegatury WUOZ w Koszalinie, Muzeum w Koszalinie oraz Muzeum Oręża Polskiego w Kołobrzegu.
W odległości około 1 km od miejsca odkryć z XX wieku, korzystając z techniki skanowania laserowego, odnaleziono w 2017 roku niewystępujące w dotychczasowej literaturze ani w ewidencji stanowisk archeologicznych cmentarzysko kurhanowe kultury wielbarskiej. Nekropolia, na której na powierzchni ok. 5 ha stwierdzono 57 pochówków, położona jest na obszarze leśnym ok. 2,5 km od brzegu morza. Wykonanie map przy wykorzystaniu lidaru zlecone zostało przez Katedrę Archeologii US. Badania terenowe prowadzone są od 2017 roku przez dr Martę Chmiel-Chrzanowską z tej samej KA IH US.
Niezależnie od powyższych badań, w lutym 2018, Robert Maziarz założyciel i właściciel Muzeum „Patria Colbergiensis” w Kołobrzegu odkrył w ścianie nadmorskiego klifu w rejonie odnalezienia 120 lat wcześniej grobu „księżniczki”, kolejny pochówek społeczności kultury wielbarskiej (ciałopalny). Badania ratunkowe zostały przeprowadzone także przez dr Chmiel-Chrzanowską.